# 林迺晴
林迺晴（1979年7月4日—）是臺灣的漫畫家，暱稱館主。出生於台北市。臺北市立師範學院美勞教育系畢業。

## 人物
作品風格充滿童趣，輕鬆幽默而不失智慧。另一方面也善於刻畫溫情人性，真情流露，令人感動。

## 簡歷
- 1997年 - 以味蛇獲得第7屆東立漫畫新人獎少男組第3名
- 2001年 - 以撲滿傳說獲得第11屆東立漫畫新人獎少男組第3名
- 2003年 - 以漫畫田獲得第1屆金筆獎四格漫畫組第1名、勇者培育計畫獲得同比賽少男組佳作
- 2004年 - 在挑戰者月刊發表自閉雞蛋輔導會，正式出道。8月，首部連載作《飛行俱樂部》開始連載。
- 2005年 - 開始《機甲盤古》連載。
- 2006年 - 以《飛行俱樂部》獲得2005年第30屆金鼎獎兒童及少年圖書最佳漫畫書獎、第26屆新聞局中小學生課外優良讀物推介、95年度國立編譯館優良漫畫獎佳作。
- 2015年 - 於永漢I.D.A動漫教室擔任漫畫教學專職講師。

## 作品一覽

### 長篇漫畫
- 飛行俱樂部（2004年，挑戰者月刊2004年8月號－2005年4月號，全力出版）
- 機甲盤古（2005年，挑戰者月刊2005年7月號～2014年3月5日）

### 短篇漫畫
- 自閉雞蛋輔導會（2004年，挑戰者月刊2004年5月號）
- FORGETTER（2004年，挑戰者月刊2004年5月號）
- 寶箱獵人（2004年，挑戰者月刊2004年6月號）
- 30小時時鐘（2004年，挑戰者月刊2004年7月號）
- 彩色漫畫田（2004年，挑戰者月刊2004年9月號）
- 口袋天氣（2005年，挑戰者月刊2005年5月號）
- 漫畫家真有出息（2005年，挑戰者月刊2005年6月號）
- 波夫巨龍（1998年作，2005年發表，附錄於飛行俱樂部②，全力出版）
- 波夫巨龍2（2001年作，2005年發表，同樣附錄於飛行俱樂部②）
- 味蛇（1997年，第7屆東立漫畫新人獎少男組第3名作品，第7屆東立漫畫新人獎作品集，東立出版）
- 一年一班 段考記事（2000年，投稿專欄「我也要畫漫畫」入選作品，ACE頂尖少年2000年1月號，台灣東販）
- 撲滿傳說（2001年，第11屆東立漫畫新人獎少男組第3名作品，第11屆東立漫畫新人獎作品集，東立出版）
- 漫畫田（2003年，2003年第一屆金筆漫畫獎四格漫畫組第1名作品，龍少年2003年10月號－2004年1月號，東立出版）
- 勇者培育魔王計畫（2004年，2003年第一屆金筆漫畫獎少男組佳作作品，龍少年2004年3月號）

### 個人自費出版
- 波夫巨龍1
- 波夫巨龍2
- 快樂天堂

### 同人誌作品
- 寶箱獵人1（劍與誓言I）
- 寶箱獵人2（劍與誓言II）

## 外部連結
- 無限之館之無限販賣機
- 無限之館分部·無限攤販!! （页面存档备份，存于）